# جون دون
جون دون (1572 م-1631 م) هو شاعر إنجليزي. كان جون دون واحداً من أبرز الشعراء الإنجليز في القرن السابع عشر، وكاتباً لامعاً ما تزال قصائده الغزلية وتأملاته الظريفة الساخرة والمريرة حتى يومنا تثير الاهتمام. وكان إلى ذلك كاهناً، وُصفت مواعظه بأنها كانت أفضل مواعظ القرن. فهي حقاً تفيض بالحكمة والنصح والإرشاد العمليين، ترضي النفس والفكر في آن.
كانت سيرة جون دون مثيرة ومشوقة. نشأ وترعرع كاثوليكيا رومانيا، ولكنه اعتنق مذهب الكنيسة الإنجليزية ورافق الإيرال.

## سيرته
جون دون (21 يناير 1572—31 مارس 1631) هو شاعر إنجليزي، وواعظ عاش في عهد الملك جيمس الأول وهوممثل للشعراء الميتافيزيقيين في تلك الفترة. وصفت أعماله بأنها جديرة وواقعية، واتسمت بأسلوبها الحسي، ومنها سوناتا، شعر الحب والقصائد الدينية، والترجمة لاتينية، والقصائد الساخرة، والمرثيات، والأغاني، وهجاء والخطب. تتسم لغته بالحيوية والمجاز وتعبيراته بالابتكار، مقارنةً بأشعار معاصريه.
على الرغم مواهبه الشعرية العظيمة، عاش في فقر لعدة سنوات، وأعتمد اعتمادا كبيرا على أصدقائه الأثرياء. في عام 1615 أصبح هو كاهن الكنيسة الأنغليكانية و، في 1621، تم تعيينه عميد كاتدرائية سانت بول في لندن.

## النشأة
ولد جون دون في بريد ستريت في لندن، إنجلترا ، في عائلة كاثوليكية في الوقت الذي كانت فيه الكاثوليكية غير قانونية في إنجلترا. و[دون] هو الطفل الثالث من ستة أطفال. كان والده، واسمه أيضا جون دون، من أصل ويلزي، والأمين العام لشركة تجار الحديد في لندن. وكان والد [دون] كاثوليكي محترم تجنب عدم جذب انتباه الحكومة خوفا من التعرض للاضطهاد بسبب عقيدته الدينية.
توفى والد دون في عام 1576، وترك لزوجته اليزابيث هيوود، مسؤولية تربية الأطفال. كانت اليزابيث هيوود، أيضا من عائلة كاثوليكية، هي ابنة جون هيوود، الكاتب المسرحي، وأخت جاسبر هيوود، المترجم واليسوعي. وهي حفيدة الشهيد الكاثوليكي توماس مور.  هذا التقليد الاستشهادي ستستمر بين أقارب دون، فكثير منهم أعدموا أو تم نفيهم لأسباب دينية. على الرغم من الأخطار الواضحة، رتبت عائلة دون لدراسته بواسطة اليسوعيين، الذي قدموا له معرفة عميقة بدينه الأمر الذي جهزه لصراعات دينية أيديولوجية في زمنه. تزوجت والدة دون كم الدكتور جون سيمينجس، وهو أرمل غني لديه ثلاثة أطفال، بعد أشهر قليلة من وفاة والد دون]. في 1577، توفيت والدته، وتلاها اثنان من شقيقاته، ماري وكاترين، في عام 1581.

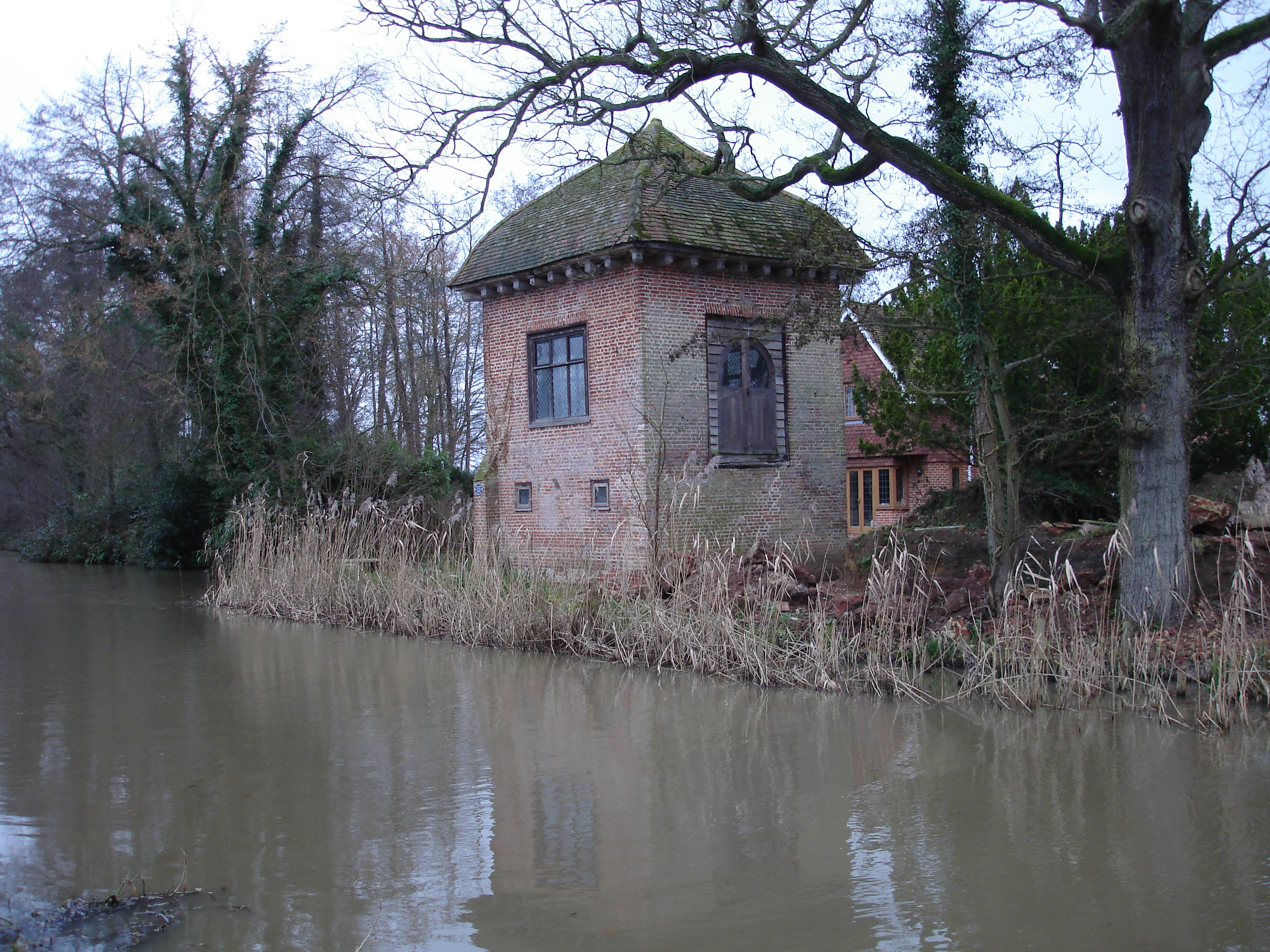
جزء من المنزل الذي عاش في جون دون Pyrford.

كان دون طالبا في قاعة هارت، الآن كلية هرتفورد ، أوكسفورد ، من سن 11 عاما. بعد ثلاث سنوات في جامعة اكسفورد تم قبوله في جامعة كمبريدج، حيث درس لمدة ثلاث سنوات أخرى. كان غير قادر على الحصول على شهادة من كلا المؤسسين إما بسبب كاثوليكيته، حيث أنه لا يمكن أن يؤدي قسم تفوق المطلوب من الخريجين.
في 1591 تم قبوله باعتباره طالبا في المدرسة ثافيس القانونية، وهي واحدة من الهيئات التابعة للمحكمة في لندن. في عام 1592 انضم إلى هيئة لنكولن، وهي واحدة من هيئات المحاكم ، حيث كان يشغل منصب المشرف على الاحتفالات الملكية.  كان شقيقه هنري أيضا طالب جامعي قبل اعتقاله في عام 1593 لايوائه قس كاثوليكي، ويليام هارينغتون، الذي خانه هنري تحت وطأة التعذيب.  تعرض هارينغتون للتعذيب بواسطة أداة الرف، وشنق ولكن ليس حتى الموت، ثم تعرض لنزع أمعائه وهو هي مات هنري دون في سجن نيوجيت من الطاعون الدبلي، مما أدى لام يبدأ جون دون في التشكيك في عقيدته الكاثوليكية.
أثناء وبعد دراسته، أنفق دون جزءا كبيرا من ميراثه الكبير على المنساء، والأدب، وتزجية الفراغ، والسفر. على الرغم من أنه لا يوجد سجل بالتفصيل على وجه التحديد، حيث سافر، فمن المعروف أنه سافر في جميع أنحاء أوروبا في وقت لاحق وحارب مع إيرل إسكس والسير والتر رالي ضد الأسبان في قادش (1596) والازور (1597)، وشهد خسارة سفينة القيادة الإسبانية، سان فيليبي.  وفقا لإسحاق والتون، الذي كتب سيرة دون فإنه في عام 1640 :
في سن 25 عاما كان على أتم الاستعداد للعمل في السلك الدبلوماسي الذي كان يسعى له. عين السكرتير الأول لحارس الخاتم العظيم، السير توماس إجيرتون، وأقام في منزل إجيرتون في لندن، بيت يورك، ستراند القريب من قصر وايتهول، المركز الاجتماعي الأكثر تأثيرا في إنجلترا.

### الزواج بآن مور
خلال السنوات الأربع التالية وقع في حب ابنة شقيق إجيرتون آن مور، وتزوجوا قبل عيد الميلاد  في 1601 ضد رغبات كل إجيرتون ووالدها، جورج مور، الملازم في الحصن. وهذا دمر حياته وأدى به إلى إقامة قصيرة في سجن فلييت، بجوار مع الكاهن الذي زوجهم، والرجل الذي كان بمثابة شاهد على زفافهم. أفرج عن دون عندما ثبت ان الزواج صحيح، وسرعان ما تمكن من تأمين الإفراج عن الاثنين الآخرين. يخبرنا التون أنه عندما كتب إلى زوجته ليقول لها عن فقدان منصبه، وانه كتب بعد اسمه: جون دون، آن دون، اون دون. ولم تصالح دون مع حماه حتى عام 1609، وتلقى مال الزواج.
بعد إطلاق سراحه، كان على دون أن يوافق على التقاعد في بيرفورد، ساري.  عمل على مدى السنوات القليلة التالية كمحام، واعتمد على ابن عم زوجته السير فرانسيس وولي في استضافته مع زوجته وأطفالهما. ولان آن دون كانت تنجب طفل كل سنة تقريبا، كانت هذه لفتة سخية جدا. رغم أنه يمارس القانون، عمل مساعدا لبمفلتير توماس مورتون، وكان في حالة من انعدام الأمن المالي المستمر، مع نمو الأسرة.
أنجبت آن 12 طفلا خلال 16 عاما من الزواج (من بينهم اثنان ماتوا داخل الرحم، أنجبت عام 1617 آخر طفل لهم)، وأمضت معظم حياتها الزوجية إما حامل أو مرضعة. والعشر أطفال الذين ظلوا على قيد الحياة هم كونستانس، جون، جورج، وفرانسيس، لوسي (على اسم راعية دون لوسي، كونتيسة بيدفورد)، بريدجيت، ماري، نيكولاس، مارغريت واليزابيث. وتوفى فرانسيس، ونيكولاس وماري قبل بلوغ العشرة أعوام. في حالة من اليأس، أشار دون إلى أن وفاة طفل واحد من شأنه أن يعني أفواه أقل لإطعام، لكنه لم يستطع تحمل نفقات الدفن. خلال هذا الوقت كتب دون، ولكن لم ينشر، Biathanatos ، دفاعه عن الانتحار.  زوجته توفيت في 15 أغسطس 1617، بعد خمسة أيام من ولادة طفلهما الثاني عشر، الذي ولد ميتا. [دون حزن عميق لها، بما في ذلك كتابة ال 17 السوناتا.  لم يتزوج مرة ثانية، وكان هذا غير معتاد بالنسبة للوقت، خصوصا أن لديه عائلة كبيرة.

### الشعر المبكر
أظهرت أوائل قصائد دون معرفة متقدمة بالمجتمع الإنجليزي مقرونة بانتقادات حادة من مشاكله. كان هجاء اليزابيثي تناول مواضيع مشتركة، مثل الفساد في النظام القانوني، والشعراء المتوسط وحاشيته أبهى. صور له من المرض، والقيء، والسماد، والطاعون ساعدت في خلق عالم بقوة الساخر التي يسكنها كل الحمقى والأشرار من إنكلترا. هجاء الثالثة له، ومع ذلك، تتعامل مع مشكلة الدين الحقيقي، وهي مسألة ذات أهمية كبيرة للدون. وجادل بأنه كان من الأفضل أن تدرس بعناية واحد للمعتقدات الدينية من عمياء لمتابعة أي تقليد المتبع، من أجل لا شيء كان يمكن توفيره في الحكم النهائي، من خلال الادعاء «وهاري، أو مارتن لتدريس [لهم] هذا.» 
[دون الوظيفي في وقت مبكر كما كان ملحوظا لشعره المثيرة، خصوصا مرثيات، الذي وظف ليالي استعارة غير تقليدية، مثل برغوث عض عاشقين يجري مقارنة على أساس الجنس. في Elegy XIX: To His Mistress Going to Bed، وقال انه شعرية خام عشيقته ومقارنة فعل التحبب لاستكشاف أمريكا. مرثية في الثامن عشر، وقال انه بالمقارنة مع الفجوة بين حبيبته وثدييها لHellespont.  دون فإنه لم تنشر هذه القصائد، وإن لم تسمح لها أن تعمم على نطاق واسع في شكل مخطوطة.

## الوظيفة، والحياة في وقت لاحق
انتخب دون عضو في البرلمان عن دائرة Brackley في عام 1602، ولكن هذا لم يكن موقف المدفوعة ودون فإنه جاهدة لتوفير لعائلته، وتعتمد اعتمادا كبيرا على الأصدقاء الأغنياء. الموضة للشعر زمرة من فترة وقدم له وسيلة لرعاية وتسعى الكثير من قصائده كانت مكتوبة للأصدقاء أو الزبائن الأثرياء، وخصوصا السير روبرت دروري، الذي أتى إلى [دون أن يكون الراعي الرئيسي في عام 1610. [دون اثنين من كتب الذكريات السنوية، والتشريح في العالم (1611) والتقدم من الروح، (1612)، لدروري. بينما المؤرخون ليست معينة، كما أن الأسباب الدقيقة التي تركت دون فإنه الكنيسة الكاثوليكية، وكان بالتأكيد في اتصال مع الملك جيمس الأول من إنكلترا، وفي عام 1610 و 1611 وكتب اثنين المعادية للكاثوليكية الجدل ق: التضليليه والشهيد اغناطيوس له المقدسي.  على الرغم من أن جيمس كان من دواعي سرور مع [دون عمل، وأنه رفض أن يعيد له في المحكمة، وبدلا من ذلك حثه على اتخاذ أوامر مقدسة. بالرغم من دون فإنه كان مترددا في الأولى، والشعور لا نستحق مهنة المكتبي، وقال انه في النهاية انضمت إلى رغبة الملك في 1615 وكان يعين في كنيسة إنجلترا. 
أصبح دون قسيس الملكي في أواخر عام 1615، وقارئ اللاهوت في جمعية لنكولن في عام 1616، وحصل على درجة دكتوراه في اللاهوت من جامعة كامبريدج عام 1618. في وقت لاحق في 1618 أصبح قسيس إلى دونكاستر الفيكونت، الذي كان في السفارة لأمراء ألمانيا. دون فإنه لم يعيدها إلى إنجلترا حتى 1620. في عام 1621 دون فإنه قدم عميد كلية القديس بولس، إحدى الشركات الرائدة (وجيدة الأجر) في موقف كنيسة إنجلترا واحد الذي ظل يشغله حتى وفاته في عام 1631. خلال تلك الفترة على النحو عميد ابنته لوسي توفي في سن الثامنة عشرة. كان في اواخر نوفمبر وأوائل ديسمبر كانون الأول 1623 لأنه يعاني مرضا قاتلا تقريبا، ويعتقد أن يكون إما التيفوس أو مزيج من البرد التي تتبعها سبعة أيام الحمى الراجعة. خلال فترة النقاهة كتب سلسلة من تأملات وصلوات على الصحة، والألم، والمرض، والتي نشرت في كتاب في عام 1624 تحت عنوان بناء على الولاءات مناسبات الناشئة. التأمل السابع عشر في وقت لاحق أصبحت معروفة جيدا لعبارة «لمن يقرع الجرس» والبيان على أنه «لا أحد منا جزيرة مستقلة». في 1624 أصبح النائب سانت دونستان وجهة في الغرب، و 1625 في رويال قسيس لتشارلز الأول.  واكتسبت سمعة باعتبارها واعظ بليغ، و 160 من خطبه على قيد الحياة، بما في ذلك الموت الشهير المبارزة خطبة القاها في قصر وايتهول قبل الملك تشارلز الأول في شباط / فبراير 1631.

### الشعر فيما بعد
أمراضه العديدة، وضغوطه المالية، وحالة وفاة اصدقائه، كل ذلك ساهم في تطوير بلهجة أكثر تشاؤما ورعة في قصائده في وقت لاحق. ويمكن تغيير يمكن رؤيتها بوضوح في "التشريح في العالم" (1611)، وهي القصيدة التي كتبت في الذاكرة دون فإنه من اليزابيث دروري، ابنة راعي له، السير روبرت دروري. هذه القصيدة يعامل اليزابيث زوال مع غيهب المدقع، واستخدامه كرمز لسقوط رجل وتدمير الكون. 
قصيدة "ألف الليلي عند S. لوسي' ق اليوم "، ويجري اليوم أقصر من سنة، شواغل الشاعر اليأس عند وفاة أحد أفراد أسرته. في ذلك دون فإنه يعبر عن شعور إنكارا تاما، واليأس، قائلا ان "كل شيء وأنا ميتة... إعادة انجب / الغياب، والظلام، والموت". هذا العمل الشهير ربما كانت مكتوبة في 1627 عندما حد سواء دون فإنه صديق لوسي، الكونتيسة من بدفورد وابنته لوسي دون فإنه مات. بعد ثلاث سنوات، في 1630، دون فإنه كتب وصيته على سانت لوسي في اليوم (13 ديسمبر)، وهو التاريخ الذي وصف القصيدة بأنها "كلا من السنة، واليوم في منتصف الليل العميق".
ويمكن ملاحظة ازدياد كآبة لهجة دون أيضا في الأعمال الدينية التي بدأ كتابتها خلال الفترة نفسها. اعتقاده في وقت مبكر من قيمة التشكيك الآن يفسح المجال لالايمان الراسخ في التعاليم التقليدية للكتاب المقدس. بعد تحويلها إلى الكنيسة الأنغليكانية، دون فإنه ركز حياته الأدبية على المؤلفات الدينية. أصبح لاحظ بسرعة لخطبه والقصائد الدينية. خطوط هذه الخطب من شأنه أن يأتي على التأثير في مستقبل أعمال من الأدب الإنكليزي، مثل ارنست همنغواي 'ق لمن تقرع الأجراس، والتي أخذت اسمها من ممر في التأمل السابع عشر، وتوماس ميرتون' ق لا يوجد إنسان بمثابة جزيرة، والتي أخذت اسمها من نفس المصدر.
قرب نهاية حياته دون فإنه كتب الأعمال التي تحدت الموت، والخوف من أن ذلك مستوحى في كثير من الرجال، على أساس اعتقاده بأن الذين يموتون كل عام يتم إرسالها إلى السماء أن يعيش إلى الأبد. مثال واحد من هذا التحدي هو صاحب الكرسي السوناتة العاشر، والتي تأتي من خطوط الشهير «الموت، لا يكون فخورا، وإن دعا البعض إليك / عارم والمروعة، لانت الفن ليس كذلك.» حتى عندما كان يحتضر خلال الصوم الكبير في 1631، وارتفعت من فراش المرض والموت والقى خطبة في المبارزة، والذي كان في وقت لاحق وصف بأنه خطبته جنازتها. الموت للمبارزة يصور الحياة باعتبارها أصل ثابت إلى المعاناة والموت، ومع ذلك يرى الأمل في الخلاص والخلود من خلال احتضان الله، والمسيح وقيامته. 

### الوفاة
يعتقد أن مرضه الأخير كان سرطان المعدة. توفي يوم 31 مارس 1631 بعد أن كتب قصائد كثيرة في حياته (على الرغم من انها مخطوطة—فقصائده لم يتم طبعها ونشرها إلا بعد عامين من وفاته)، ولكن بعد أن ترك مجموعة من الأعمال مرتبطه بصراعاته العاطفية والفكرية. دفن جون دون في سانت بول، حيث شيد تمثال تذكاري له (منحوت من رسم له على كفنه)، مع كتابة منقوشة بالاتينية على الارجح ألفها بنفسه.

## الأسلوب
اشتهر جون دون بالشعر الميتافيزيقي في القرن السابع عشر. يشير عمله إلى شهية كبيرة للحياة ملذاتها، كما عبر عن مشاعر عميقة. وفعل ذلك من خلال استخدام الاستعارات وخفة الظل والذكاء—كما رأينا في قصائد "الشمس المشرقة" و"خليط قلبي".
يعتبر دون أستاذ في الاستعارة الميتافيزيقية، وهو استعارة موسعة تجمع بين اثنين تختلف اختلافا شاسعا الأفكار إلى فكرة واحدة، وغالبا ما تستخدم الصور. مثال على ذلك هو معادلته للعشاق مع القديسين في "تقديس". على العكس من الأوهام وجدت في الشعر الإليزابيثي الأخرى، وأبرزها سونيته بتراركان الأوهام، التي شكلت clichéd المقارنات بين الأشياء أكثر ارتباطا (مثل وردة والحب)، كنسيتس ميتافيزيقية تذهب إلى عمق أكبر في المقارنة بين اثنين تماما على عكس الأجسام، على الرغم من أن بعض الأحيان في وضع شكسبير 'ق تناقضات جذرية والنقائض الداخل. واحدة من الأكثر شهرة من دون فإنه من الأوهام وجدت في وداع: منع الحداد حيث كان يقارن بين المحبين الذين انفصلوا في الساقين اثنين من البوصلة.
وأعمال دون أيضا بارعة، وتوظيف دإط مفارقة، التورية، وبعد دقيقة ملحوظا القياس. قطعاته غالبا ما تكون ساخرة ومثيرة للسخرية، وخاصة فيما يتعلق بالحب والدوافع البشرية. أما المواضيع المشتركة من دون] قصائد هي الحب (وخصوصا في بداية حياته)، والموت (وخصوصا بعد وفاة زوجته)، والدين.
يمثل شعر جون دون تحولا من الأشكال الكلاسيكية للشعر أكثر شخصية. يحسب لدون متر الشعري، الذي كان تنظيما مع تغيير وإيقاعات خشنة التي تشبه كلمة عارضة (وكان لهذا أن أكثر تقليديا الذهن بن جونسون علق قائلا: «دون، من أجل الحفاظ على لهجة لا تستحق التعليق»).
بعض العلماء يعتقدون أن دون فإنه من الأعمال الأدبية تعكس الاتجاهات المتغيرة في حياته، مع الشعر والحب والهجاء من شبابه والمواعظ الدينية خلال السنوات التي قضاها في وقت لاحق. علماء آخرون، مثل هيلين غاردنر، والتشكيك في صحة هذا التاريخ—معظم قصائده التي نشرت بعد وفاته (1633). الاستثناء من هو صاحب هذه الذكريات السنوية التي نشرت في 1612، وبناء على الولاءات الناشئة مناسبات نشرت في 1624. خطبه كما مؤرخة، وأحيانا على وجه التحديد من قبل التاريخ والسنة.
عمله تلقى انتقادات كثيرة على مر السنين، ولا سيما فيما يتعلق مستواه الميتافيزيقي. [دون خلفاء فوري في الشعر تميل إلى اعتبار أعماله مع التناقض، في حين أن شعراء الكلاسيكية الجديدة ينظر له كنسيتس عن إساءة استخدام المجاز. انه تم احياؤها لشعراء الرومانسية، مثل كوليردج والاحمرار، رغم أن الأخيرة أكثر احياء في أوائل القرن العشرين من الشعراء مثل اليوت تميل إلى تصويره باعتباره مضادا للرومانسية.

## الميراث
يتم الاحتفال بجون دون كقسيس في الجدول الزمني لكنيسة إنجلترا في وتقويم قديسي الكنيسة الانجيلية اللوثرية في أميركا في 31 مارس. 
قالت سيلفيا بلاث، في مقابلة مع راديو البي بي سي في أواخر عام 1962، ما يلي حول مراجعة لكتاب لها مجموعة شعرية لها بعنوان ذا كولوسوس التي كانت قد نشرت في المملكة المتحدة قبل عامين: "أتذكر بالفزع عندما ينتقدني شخص ما لمجرد بدايتي مثل جون دون وعدم الانتهاء مثله، وشعرت بثقل الأدب الإنكليزي لي عند هذه النقطة.
النصب التذكاري لجون دون، على غرار النقش في الصورة أعلاه، كان واحدا من النصب التذكارية القليلة التي نجت من حريق لندن الكبير في عام 1666 ويظهر الآن في كاتدرائية القديس بولس، حيث دفن دون.

## دون في الأدب
ظهر دون في عدة أعمال أدبية:
- وفاة جون دون الباحث هو الشخصية الرئيسية لمارغريت إدسون والحائز على جائزة بوليتزر تلعب فيت (1999)، الذي قدم إلى وفيت فيلم من بطولة ايما تومسون.
- صفات أغاني والسوناتات دون في والخطاط (2003)، رواية ادوارد دوكإكس.
- ظهور جون دون، جنبا إلى جنب مع زوجته آن إجيب ابنته، في الرواية الحائزة على جائزة الوهم (2007) بقلم ماري Novik.
- دون وحب آن هو مبين في Maeve هاران رواية «سيدة والشاعر».

### الشعر
- قصائد (1634)
- قصائد في عدة مناسبات (2001)
- قصائد الحب (1905)
- جون دون: قصائد الإلهي، عظات، تأملات وصلوات (1990)
- قصائد كاملة الإنكليزية (1991)
- جون دون شعر (1991)
- جون دون: والأشغال الكبرى (2000)
- في الشعر والنثر كاملة مختارة من جون دون (2001)

### النثر
- عظات الستة (1633)
- عظات والخمسين (1649)
- مفارقات، problèmes، Essayes، أحرف (1652)
- Essayes في اللاهوت (1651)
- خطب لم يحدث من قبل النشر (1661)
- جون دون و1622 مؤامرة البارود عظة (1996)
- وبناء على الولاءات مناسبات الناشئة والموت في مبارزة (1999 ؛ نشرت لأول مرة في 1624)
- عظات مليون دولار (2009)

### يعمل الحرجة
- جون كاري، جون دون: الحياة والعقل والفن، (لندن 1981)
- الجامعة كليمنتس (ed.) جون دون شعر (نيويورك ولندن، 1966)
- ستيفي ديفيس، جون دون (نورثكت البيت، بليموث، 1994)
- إليوت «، والشعراء الميتافيزيقي»، مقالات مختارة، (لندن 1969)
- هاموند G. (ed.) الشعراء ميتافيزيقية: كتيب، (لندن 1986)
- السير جيفري كينز، ببليوغرافيا دون، (كامبردج، 1958)
- جورج كلافيتر، وملغز الراوي: بالتعبير عن نفس الجنس والحب في شعر جون دون (بيتر لانغ، 1994)
- آرثر F. Marotti، جون دون، الشلة الشاعر، (ماديسون: جامعة ويسكونسن برس، 1986)
- HL Meakin، جون دون والمفاصل للأنوثة، (أكسفورد، 1999)
- جو نوت، جون دون: وقصائد، (نيويورك ولندن 1999)
- م سيمبسون، ودراسة لجنة الاشغال النثر وجون دون، (أكسفورد، 1962)
- ندهولم سامرز وPebworth يرة تركية (eds.) النسر والحمامة: إعادة تقييم جون دون (كولومبيا: مطبعة جامعة ميسوري، 1986)
- جون Stachniewski، والخيال اضطهادي، (أكسفورد، 1991)
- Ceri سوليفان، والبلاغة في الرأي في دون، هربرت، وفوغان (أوكسفورد 2008)
- جيمس ايني، والتمهيد لالنساء (نيويورك، 1981)
- فرانسيس وليام تيودورو، بغد جديد يحتاج بنا
- جيمس لايل Canda، هي التي تحتاج إلى شخص حبي
- بولين ح الطحالب، اثنان ضد بلدي قلب واحد

## وصلات خارجية
- جون دون على موقع IMDb (الإنجليزية)
- جون دون على موقع الموسوعة البريطانية (الإنجليزية)
- جون دون على موقع ميوزك برينز (الإنجليزية)
- جون دون على موقع إن إن دي بي (الإنجليزية)
- جون دون على موقع ديسكوغز (الإنجليزية)
- جون دون، في Crossref it.info
- جون دون في Luminarium.org
- قصائد جون دون في PoetryFoundation.org
- جون دون والنصب، كاتدرائية القديس بولس
- الصفحة الرئيسية لجون دون مجتمع نسخة محفوظة 26 أغسطس 2005 على موقع واي باك مشين.
- [دون التراجع عن: استعراض «جون دون: إن الروح اصلاحه» (جون ستابس)]، الجارديان، 22 يوليو 2006، من قبل أندرو موشن.
- قصائد مختارة لجون دون]
- خطبة كاملة من جون دون]
- جون دون: Sparknotes]
- وفاريوروم دون]
- الرقمية النساء (صور رقمية للطبعات دون] في وقت مبكر والمخطوطات)